# 江玲君
江玲君（1975年4月12日—），中國國民黨籍高雄市政治人物，其父江吉源則曾任高雄縣議員與國大代表，2002年以婦女保障名額吊車尾當選縣議員，不過於2005年底以選區第一高票連任成功，2008年代表國民黨挑戰尋求連任的立委林岱樺，在不被看好之下靠著馬英九光環的加持以2,612票之些微差距順利轉戰國會，但於2012年以一萬餘票大敗給了曾任鳳山區長及末代鳳山市長的許智傑，遂於2013年底起擔任行政院南部聯合服務中心執行長直至2016年5月政黨輪替而結束任期，近年逐漸回歸家庭而淡出政壇。江玲君連任立委失利後，國民黨再也無法推出與時任立委許智傑抗衡的人選，之後的候選人均以大幅差距落敗。2020年6月，曾短暫復出擔任國民黨籍高雄市長補選候選人李眉蓁的競選總幹事，8月競選團隊解散後便再次淡出政治圈。

## 發言爭議
關於日月光汙染後勁溪事件，發表聲明譴責高雄市政府在南服中心數年前提醒時並未進行取締，有選舉考量才行動，別有居心，並以該事件會影響勞工生計，要求高雄市政府不要以民粹方式來處理日月光汙染後勁溪事件。。

## 選舉紀錄
| 年度 | 選舉屆數               | 選舉區           | 所屬政黨   | 得票數 | 得票率 | 當選標記 | 備註     |
| ---- | ---------------------- | ---------------- | ---------- | ------ | ------ | -------- | -------- |
| 2002 | 第十五屆高雄縣議員選舉 | 高雄縣第一選舉區 | 中國國民黨 | 3,280  | 3.09%  |          | 婦女保障 |
| 2005 | 第十六屆高雄縣議員選舉 | 高雄縣第一選舉區 | 中國國民黨 | 14,187 | 10.01% |          |          |
| 2008 | 第七屆立法委員選舉     | 高雄縣第四選舉區 | 中國國民黨 | 74,062 | 50.22% |          |          |
| 2012 | 第八屆立法委員選舉     | 高雄市第七選舉區 | 中國國民黨 | 90,186 | 44.93% |          |          |

## 外部連結
- 立法院全球資訊網－立法委員－江玲君委員簡介 （页面存档备份，存于）
- 江玲君個人網站

| 官衔          | 官衔                                                             | 官衔          |
| ------------- | ---------------------------------------------------------------- | ------------- |
| 行政院        |                                                                  |               |
| 前任： 龔瑞維 | 行政院南部聯合服務中心執行長 第八任 2013年12月1日－2016年5月20日 | 繼任： 黃義佑 |